# Мелсхајм
Мелсхајм (њем. Mölsheim) општина је у њемачкој савезној држави Рајна-Палатинат. Једно је од 69 општинских средишта округа Алцеј-Вормс. Према процјени из 2010. у општини је живјело 584 становника. Посједује регионалну шифру (AGS) 7331046.

## Географски и демографски подаци
Мелсхајм се налази у савезној држави Рајна-Палатинат у округу Алцеј-Вормс. Општина се налази на надморској висини од 197 метара. Површина општине износи 4,6 km². У самом мјесту је, према процјени из 2010. године, живјело 584 становника. Просјечна густина становништва износи 126 становника/km².